# Rua Dr. Bozano
Rua Dr. Bozano é uma das ruas mais importantes de Santa Maria, Rio Grande do Sul. Localiza-se na área central da cidade, estendendo-se desde o Calçadão Salvador Isaia até a Av. Borges de Medeiros, portanto, cortando os bairros Centro e Bonfim.

## História
A Rua Dr. Bozano caracteriza-se como um dos principais centros comerciais da cidade. Ao longo dos anos a rua teve 3 denominações diferentes: Rua Pacífica, Rua do Comércio, Rua Dr. Bozano.
A origem do nome de Dr. Bozano, é uma homenagem feita a Júlio Raphael Aragão Bozano, intendente de Santa Maria. 

### Dr. Júlio Rafael de Aragão
Bozano nasceu no ano de 1898 em Porto Alegre, lá se formando em Direito em 1920. Em 1921 se deslocou para Santa Maria, a fim de atuar num processo de calúnia que um fazendeiro rico que se chamava Coronel Sabino de Araújo, movia contra um jornalista "fogoso e temido", chamado Arnaldo Melo.
Em 9 de julho de 1921, Bozano estréia na tribuna do juri e no mesmo ano dirige e é proprietário do "Jornal de Debates" isnpirado em seu homônimo francês. O jornal durou pouco devido às atitudes impetuosas e desabridas do Dr. Bozano. Em 4 de agosto de 1922 foi preso por ser redator de um movimento separatista.
Dr. Bozano foi morto em Ijuí em 30 de dezembro de 1924. Sua morte está ligada à revolta tenentista do início da década de 1920, que se caracterizou  pela insatisfação da jovem oficialidade do exército com a corrupção e a incapacidade dos políticos tradicionais. Dr. Bozano faz parte dessa história como adversário das forças revolucionárias de Luís Carlos Prestes.
No mesmo dia, uma das principais ruas da cidade, a "do Comércio", passa a denominar-se Dr. Bozano e, em 29 de janeiro do ano seguinte, a praça da vila de São Pedro, então sede do 3º distrito do município, e hoje vizinho município de São Pedro do Sul, também recebeu o nome de Dr. Bozano.